# Muhammad Ahmad al-Mahdi
Muhammad Ahmad al-Mahdi (arabul: محمد أحمد المهدي, magyarul sokszor Mohamed Ahmed al-Mahdi, eredeti neve Muhammad Ahmad ibn Abd Alláh vagy magyarosan Mohamed Ahmed ibn Abdallah) szudáni vallási vezető. 1844. augusztus 12-én Dongola közelében született, 1885. június 22-én Omdurmánban halt meg. Apja egy hajóács volt. Kartúmban vallási tanulmányokat végzett, majd belépett az Iszmáílijja és Szammánijja dervisrendekbe. 
1881 júniusában messiássá (mahdi) nyilvánította magát és szent háborút hirdetett az egyiptomi-brit uralom ellen. A történelem ezt a harcot említi Mahdi-felkelés néven. 1885 januárjában csapataival elfoglalta a Charles G. Gordon tábornok által védett Kartúmot is, de Omdurmán fővárossal alapította meg saját államát. Sikerei csúcsán váratlanul halt meg. Síremléke Omdurmánban található.

## Alakja játékfilmben, szépirodalomban
- Henryk Sienkiewicz. Sivatagon és vadonban (W pustyni i w puszczy) (pdf), fordította Mészáros István, Budapest: Magyar Könyvklub (1997). ISBN 9635485123. Hozzáférés ideje: 2020. február 10.
- Khartoum - A Nílus városa, 1966-ban készült angol romantikus kalandfilm, rendezte Basil Dearden és Eliot Elisofon. Charles G. Gordon tábornokot Charlton Heston, a Mahdit Laurence Olivier alakítja.[7]